# Елізабет Сонрель
Елізабет Сонрель (фр. Élisabeth Sonrel; 1874, Тур, Франція — 8 січня 1948, О-де-Сен, Франція) — французька художниця-символістка, яка писала портрети, натюрморти, жанрові картини з життя Середньовіччя.

## Життєпис
Елізабет Сонрель народилась у родині французького художника Стефана Сонреля з Тура. У свого батька майбутня художниця отримала перші навички живопису. Згодом Елізабет продовжила навчання в Парижі у відомого художника Жюля Лефевра у Школі витончених мистецтв. У музеї Тура зберігається перша дипломна робота Елізабет, яку вона виконала у 1892 році у 18 років. Художниця багато подорожувала. Зокрема, вона відвідала Італію, міста Рим і Флоренцію. Живопис художників епохи Відродження справили на Елізабет незабутнє враження. Особливо глибоко вона захоплювалася Сандро Боттічеллі. Також її надихали романтичні легенди про короля Артура, біблійні сюжети, стародавні та середньовічні легенди про кохання. Ці мотиви простежуються в роботах Елізабет протягом творчості.
З 1893 по 1941 рр. роботи Сонрель експонувалися в Паризькому салоні.

## Творчість
Успіх Е.Сонрель принесли роботи у стилі модерн (арт нуво): найбільш відомі її художні серії «Пори року» та «Квіти». Свої акварелі Елізабет Сонрель приурочувала ідеалізовному образу жінки. Художниця створювала картини на фантастичні сюжети, роздруковувала на листівках, виставляла у паризьких салонах. Більшість акварелей Елізабет несуть в собі образ ідеалізованої жінки, написаний з інтенсивністю прерафаелітів. Її твори написані в багатьох стилях — модерн, символізм, прерафаелітізм; за змістом — це в основному фантастичні сюжети.
Твори Елізабет Сонрель були широко відомі в свій час, виставлялися в салонах, на вернісажах і в рамках Всесвітньої виставки 1900 рік а в Париж е. Велика частина її робіт була репродукована на листівках. Після 1900 р року художниця переважно писала портрети і пейзажі. Серія квітів («Квіти полів», «Квіти гір», «Квіти води», «Квіти садів») і серія «Пори року», своєю атрибутикою (орнаменти, костюми) чітко вказують на стиль ар-нуво і викликають асоціації з картинами Альфонса Мухи. Остання виставка Елізабет Сонрель в Салоні відбулася в 1941  р., коли їй виповнилося 67 років.
Картини художниці експонувалися на виставці в Ліверпулі. Творчість художниці, настільки популярної за життя, було забуте майже на півстоліття після її смерті в 1953 році. Тільки в останні роки її роботи знову отримали належну шану. Її картина «Хода Флори» представлена у французькому провінційному музеї образотворчих мистецтв в Мюлуз і викликає асоціації зі стилем Боттічеллі

## Галерея

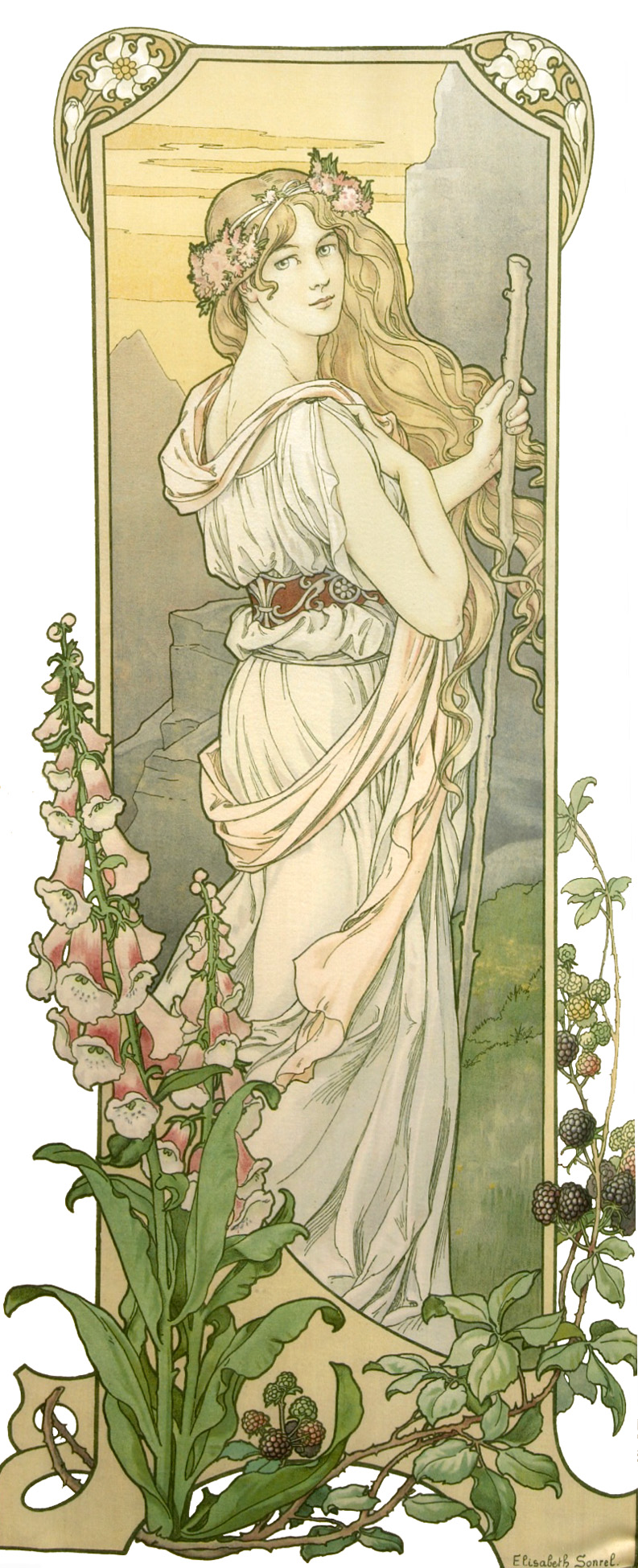
Поштова  листівка  з репродукції картини Елізабет Сонрель «Fleurs des Montagne»   1900 рік.
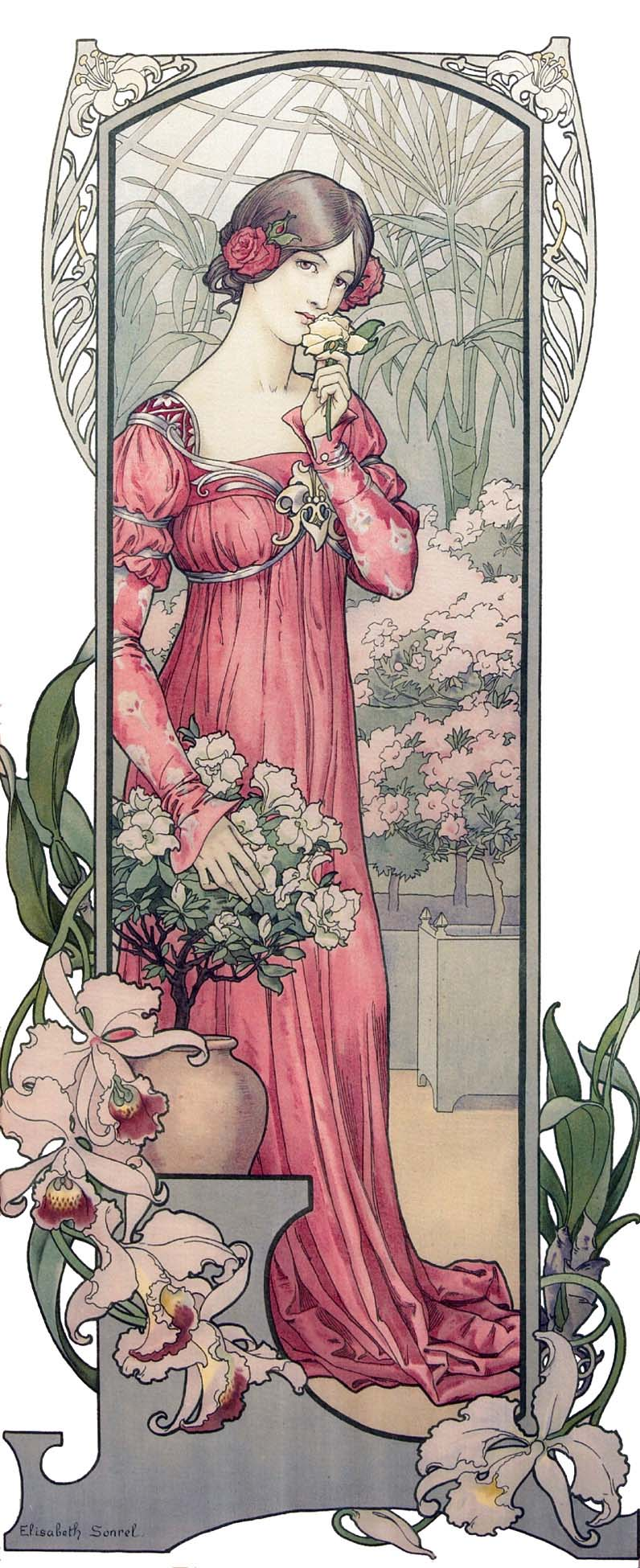
Поштова  листівка з репродукції картини Елізабет Сонрель «Fleur des Serre» , 1900 рік.
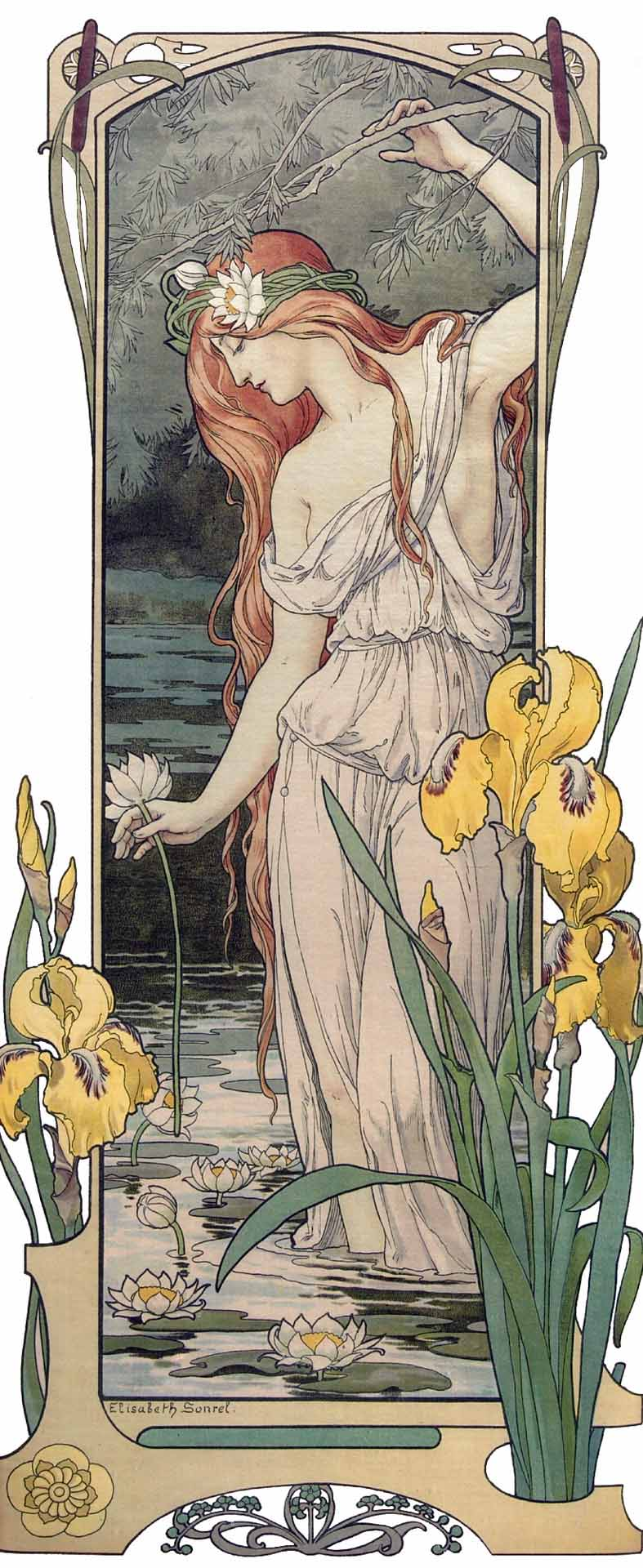
Поштова  листівка   з репродукції картини Елізабет Сонрель «Fleurs des Eaux» , 1900 р.
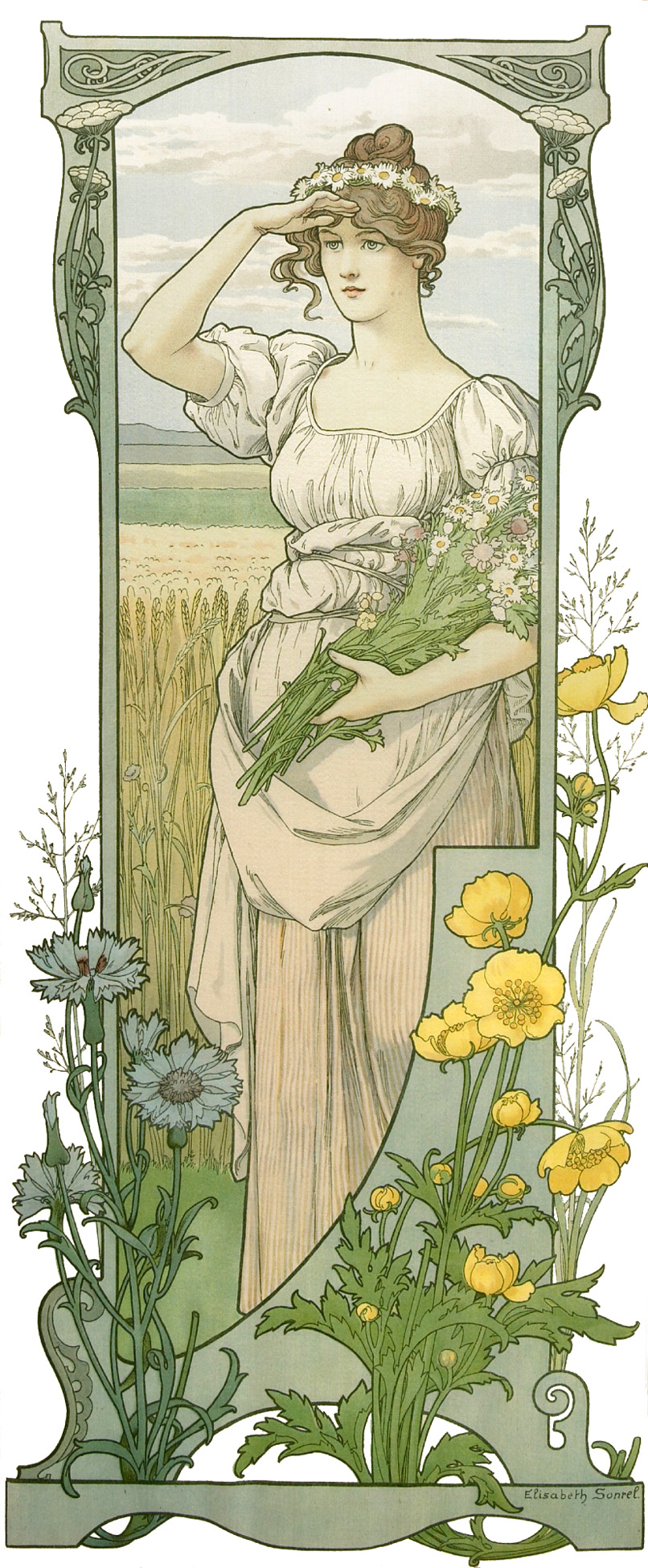
Поштова  листівкака з репродукції картини Елізабет Сонрель «Fleurs des Champs» , 1900 рік.
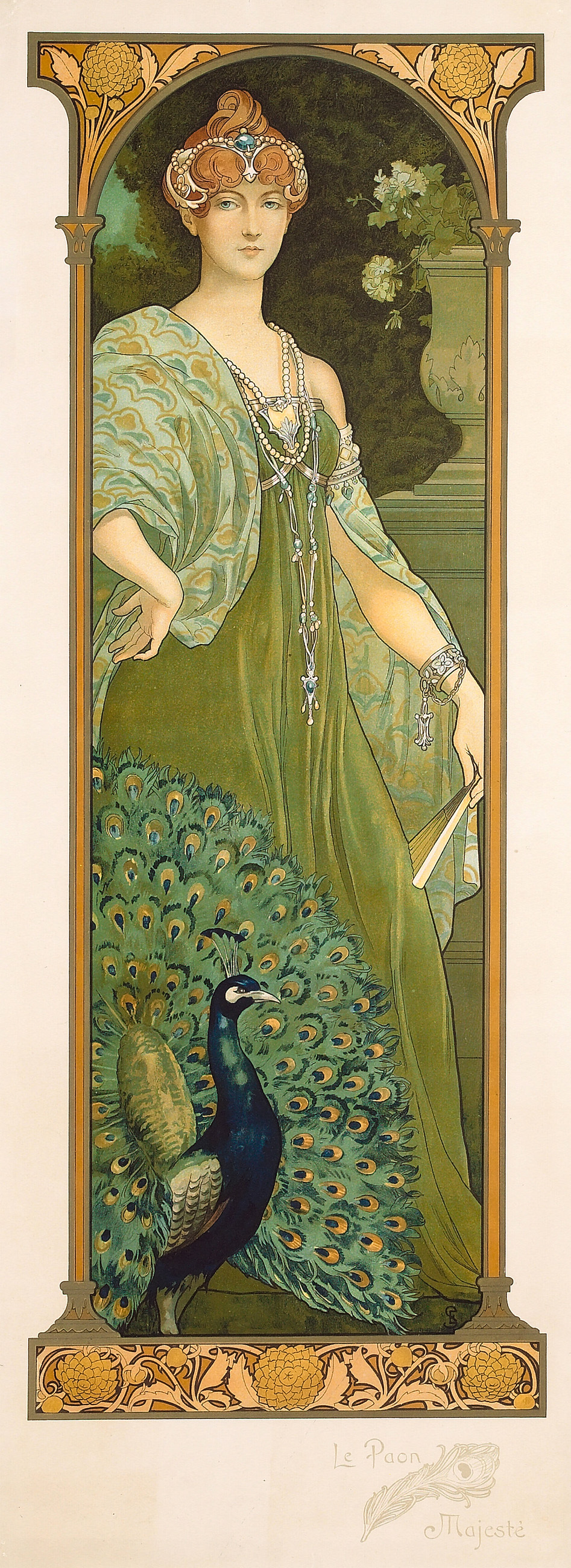
Поштова  листівкака з репродукції картини Елізабет Сонрель «Le Paon Majeste» («The Majestic Peacock» ).
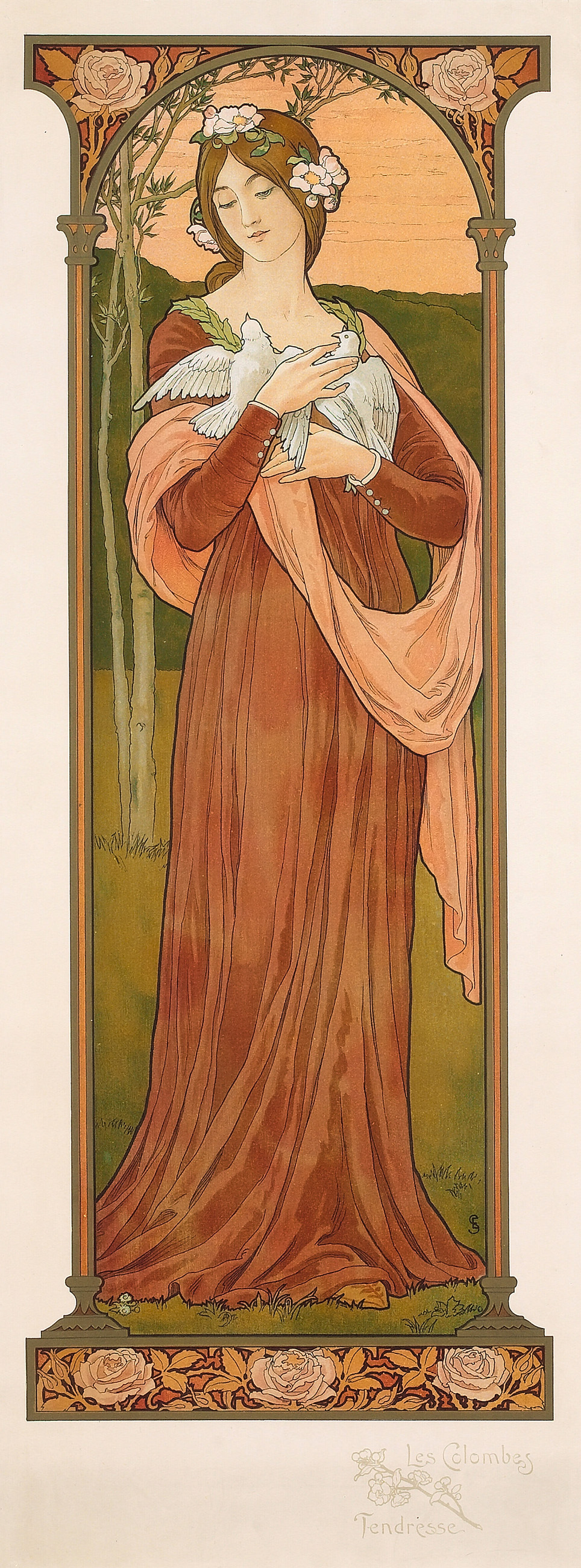
Поштова  листівкака з репродукції картини Елізабет Сонрель «Les Colombes Tendresse» («Голуби ніжності»).
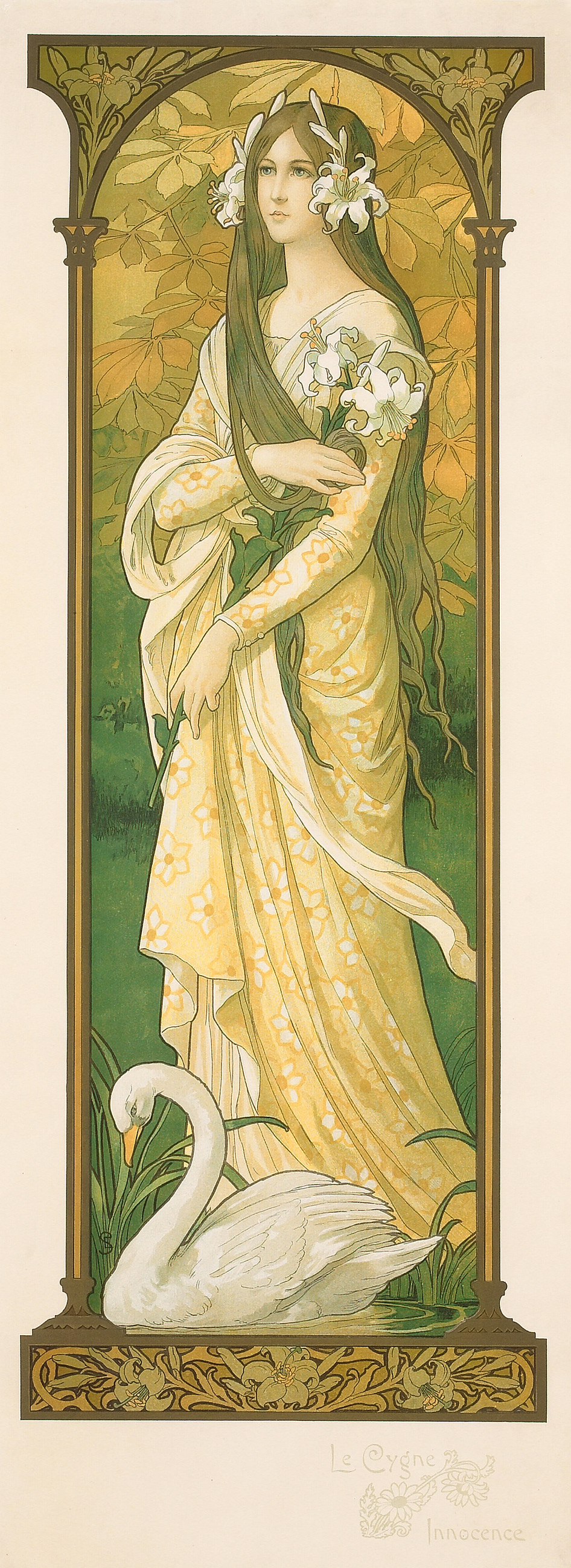
Елізабет Сонрель «Лебідь невинності».
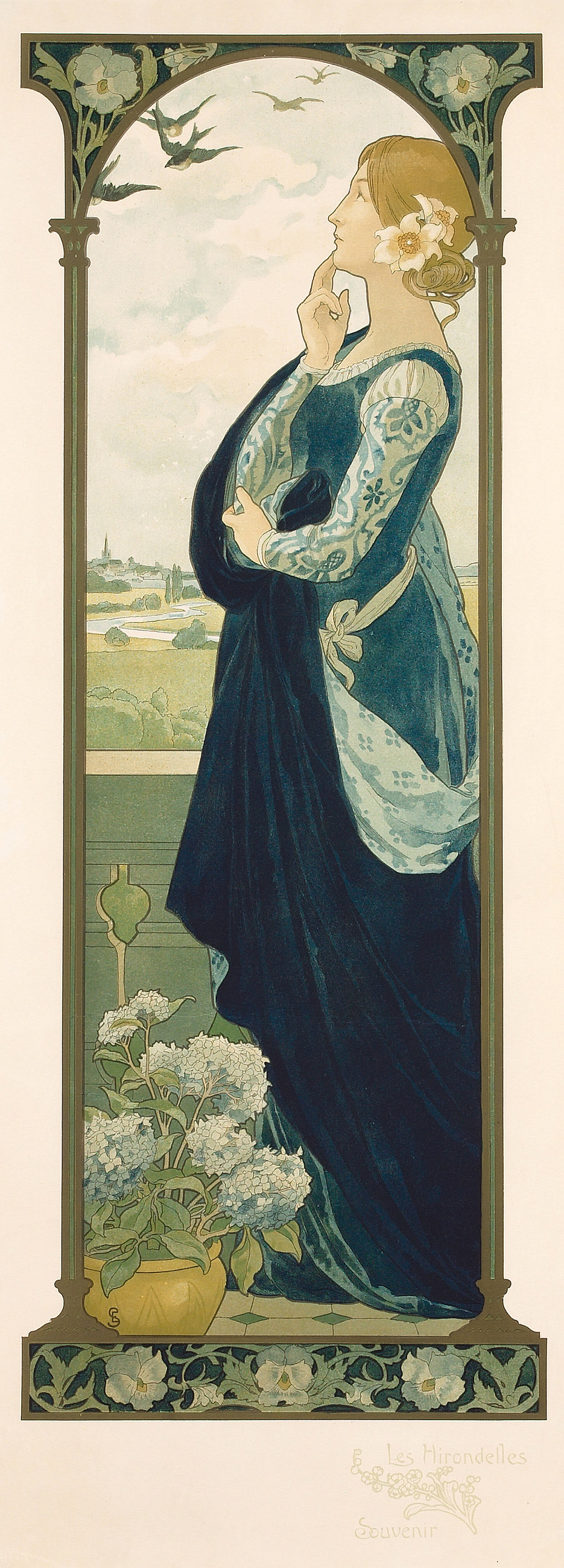
Елізабет Сонрель .
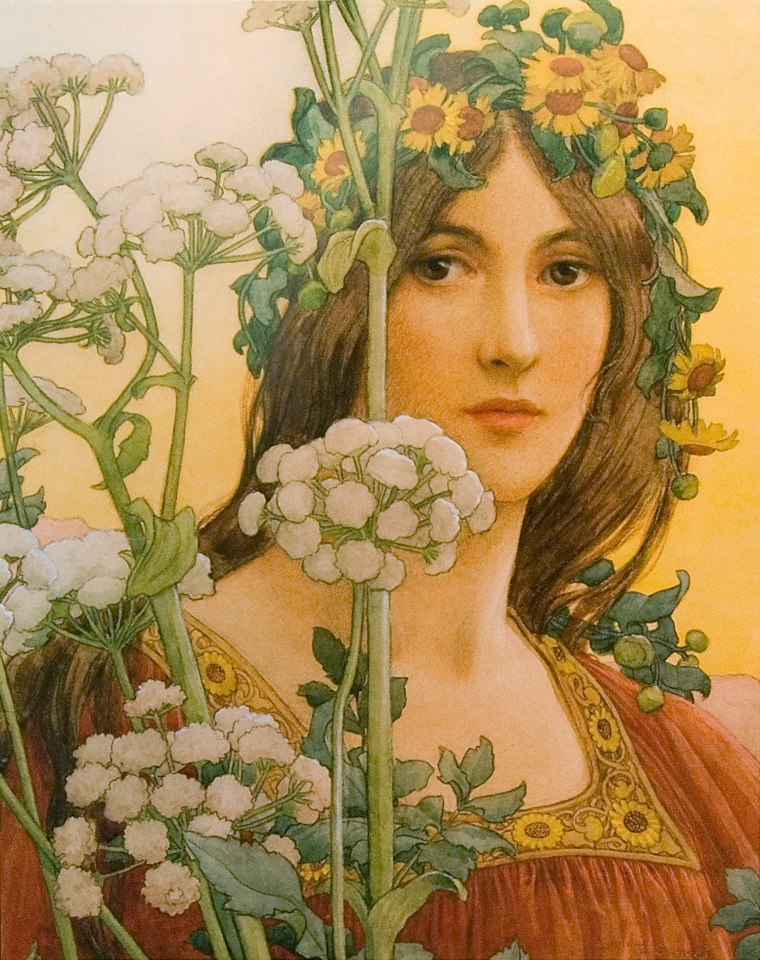
Елізабет Сонрель: «Our Lady of the Cow Parsley». Watercolor with Bodycolor over pencil on paper. 45 x 38 cm (18 x 15 inches).
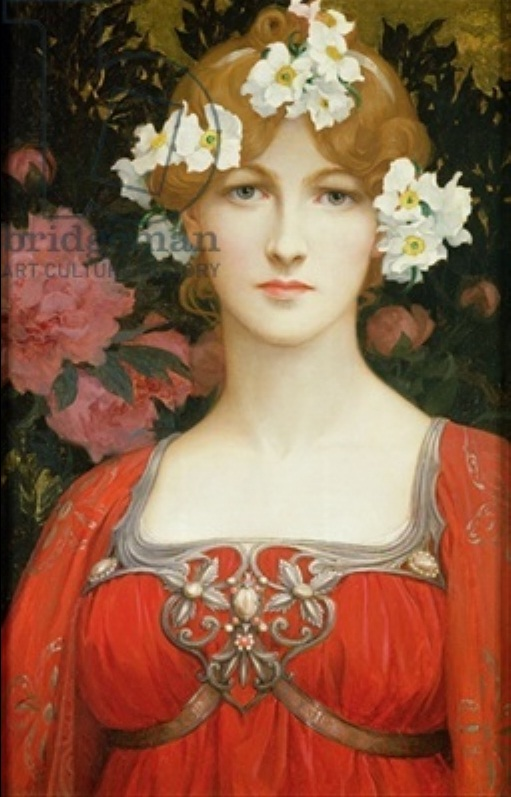
Елізабет Сонрель, полотно, олія.   Фото © Whitford & Hughes, London, UK /
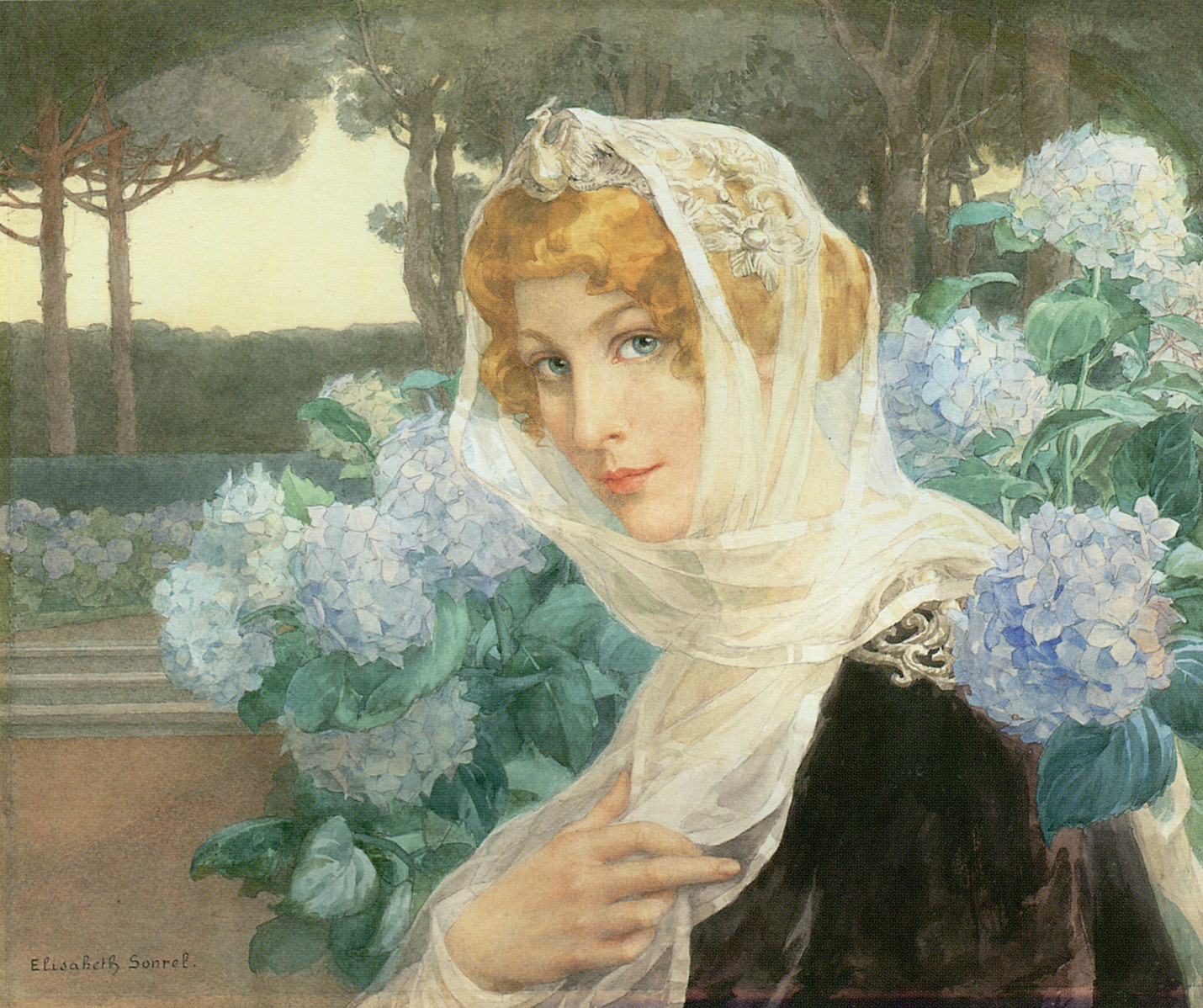
Елізабет Сонрель «Дівчина з гортензіями».
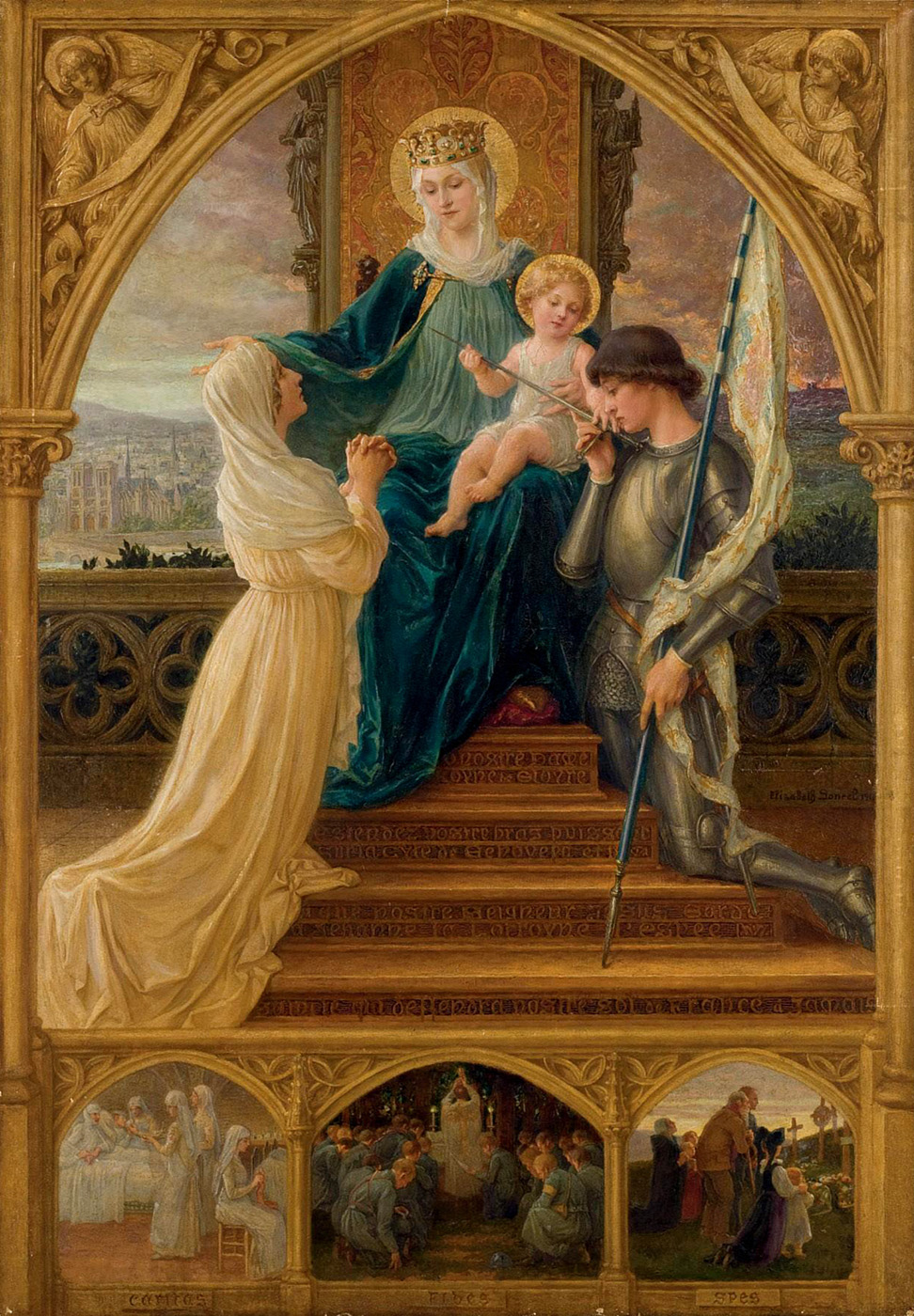
Елізабет Сонрель «Пресвята  Діва, Свята  Женевьєва і Жанна Д`Арк».